# قدس برس
قدس برس أو «وكالة قدس برس إنترناشيونال للأنباء» هي وكالة أنباء تأسست في بريطانيا في 1 يونيو 1992 كهيئة إعلامية مستقلة وشركة محدودة مسجلة في بريطانيا، لها مكاتب إقليمية وفروع ومراسلون في عدة دول عربية وأجنبية. بحسب موقعها الرسمي فهي «تولي اهتماماً خاصاً لمجريات القضية الفلسطينية وتطوراتها» بالإضافة لتغطيتها الأنباء العربية والشرق أوسطية.
يقتصر بث الوكالة حالياً على اللغة العربية، وتقدم الوكالة أربعة أنواع من الخدمات الإخبارية الرئيسة، غير أن كل نوع ينقسم بدوره إلى عدة أقسام.

## تاريخ
أسس أحمد رمضان بتأسيس هذه الوكالة، وظل يشغل منصب المدير العام فيها حتى عام 2008، قبل أن يوكل تلك المهمة للإعلامي الفلسطيني المقيم في النمسا حسام شاكر الذي تولي هذه المهمة حتى عام 2010، ثم تولى الإعلامي الأردني حسن حيدر تلك المهمة حتى تاريخه. يذكر أن العديد من الإعلاميين العرب قد بداوا مسيرتهم المهنية في «قدس برس» كغسان بن جدو مدير قناة الميادين اللبناية، وياسر أبوهلالة مدير قناة الجزيرة، وسعيد ثابت مدير مكتب الجزيرة في اليمن.

## الأنشطة والخدمات
تشمل الخدمات الإخبارية: البث الإخباري العام (النشرة الرئيسة للوكالة تبث على مدى 14 ساعة يومياً) - بانوراما (نشرة إخبارية مسائية تحوي أبرز الأخبار) - خدمة التقارير الخاصة (تعد الوكالة تقارير أو حوارات أو مقالات بناء على طلب المشترك نفسه ووفق البنود التي يحددها).
تشمل أنشطة الوكالة ساحتي المشرق والمغرب العربيين، وأوروبا الغربية والشرقية، ووسط أفريقيا وجنوبها، وتولي اهتماماً خاصاً لمجريات القضية الفلسطينية وتطوراتها، غير أنها تتوسع باطراد لتتناول مختلف القضايا ذات الصلة بالساحات الإقليمية والدولية.
ترتبط الوكالة بنحو 270 جهة إعلامية ومؤسسة بحثية وأكاديمية في 45 بلداً تحصل على خدماتها الإخبارية، ولها اتفاقيات تعاون مع عدد من وكالات الأنباء العربية بهدف تبادل الأخبار والمعلومات والإفادة من الخبرات المتوفرة لدى كل جانب.

## وصلات خارجية
موقع وكالة قدس برس إنترناشيونال